# Noordse combinatie op de Olympische Winterspelen 2018 - Landenwedstrijd
De landenwedstrijd van de noordse combinatie tijdens de Olympische Winterspelen 2018 vond plaats op 22 februari 2018 in het Alpensia Jumping Park en het Alpensia Cross-Country Centre in Pyeongchang. Regerend olympisch kampioen was Noorwegen. Noorwegen moest ditmaal genoegen nemen met de zilveren medaille.

## Tijdschema
| Datum       | Lokale tijd | MET   | Onderdeel      |
| ----------- | ----------- | ----- | -------------- |
| 20 februari | 16:30       | 08:30 | Schansspringen |
| 20 februari | 19:20       | 11:20 | Langlaufen     |

## Uitslag

### Schansspringen
| #  | Bib                    | Land Namen                                                                  | Afstand (m)             | Punten                        | Verschil |
| -- | ---------------------- | --------------------------------------------------------------------------- | ----------------------- | ----------------------------- | -------- |
| 1  | 7 7–1 7–2 7–3 7–4      | Oostenrijk Mario Seidl Bernhard Gruber Lukas Klapfer Wilhelm Denifl         | 131.0 136.0 131.0 138.5 | 469.5 112.6 117.9 114.6 124.4 | –        |
| 2  | 9 9–1 9–2 9–3 9–4      | Duitsland Eric Frenzel Vinzenz Geiger Fabian Rießle Johannes Rydzek         | 137.0 129.5 127.5 138.0 | 464.7 123.6 102.6 109.2 129.3 | +0:06    |
| 3  | 8 8–1 8–2 8–3 8–4      | Japan Hideaki Nagai Go Yamamoto Yoshito Watabe Akito Watabe                 | 127.0 132.5 128.0 137.5 | 455.3 106.8 111.3 110.9 126.3 | +0:19    |
| 4  | 10 10–1 10–2 10–3 10–4 | Noorwegen Jørgen Gråbak Jarl Magnus Riiber Espen Andersen Jan Schmid        | 133.5 128.5 132.0       | 449.2 114.4 117.9 105.0 111.9 | +0:27    |
| 5  | 5 5–1 5–2 5–3 5–4      | Frankrijk François Braud Jason Lamy-Chappuis Antoine Gérard Maxime Laheurte | 129.5 127.5 127.0 133.0 | 417.9 127.0 92.2 97.6 116.4   | +1:09    |
| 6  | 3 3–1 3–2 3–3 3–4      | Tsjechië Ondřej Pažout Miroslav Dvořák Lukáš Daněk Tomáš Portyk             | 123.0 120.5 119.5 131.0 | 382.2 100.1 88.0 81.5 112.6   | +1:56    |
| 7  | 6 6–1 6–2 6–3 6–4      | Finland Ilkka Herola Leevi Mutru Hannu Manninen Eero Hirvonen               | 133.0 108.0 116.0 133.5 | 381.3 116.6 61.3 82.4 121.0   | +1:58    |
| 8  | 1 1–1 1–2 1–3 1–4      | Polen Wojciech Marusarz Paweł Słowiok Adam Cieślar Szczepan Kupczak         | 114.0 107.0 121.5 130.0 | 337.2 72.8 67.9 85.6 110.9    | +2:56    |
| 9  | 2 2–1 2–2 2–3 2–4      | Verenigde Staten Ben Loomis Ben Berend Taylor Fletcher Bryan Fletcher       | 111.5 120.0 100.0 129.5 | 324.8 78.2 87.5 52.9 106.2    | +3:13    |
| 10 | 4 4–1 4–2 4–3 4–4      | Italië Aaron Kostner Lukas Runggaldier Alessandro Pittin Raffaele Buzzi     | 106.5 105.5 112.5 123.0 | 291.8 69.4 56.9 77.0 88.5     | +3:57    |

### Langlaufen
| Rang   | Bib                    | Land Namen                                                                  | Starttijd | Langlaufen                              | Langlaufen | Eindtijd | Verschil |
| Rang   | Bib                    | Land Namen                                                                  | Starttijd | Tijd                                    | Rang       | Eindtijd | Verschil |
| ------ | ---------------------- | --------------------------------------------------------------------------- | --------- | --------------------------------------- | ---------- | -------- | -------- |
| Goud   | 2 2–1 2–2 2–3 2–4      | Duitsland Vinzenz Geiger Fabian Rießle Eric Frenzel Johannes Rydzek         | 0:06      | 46:03.8 11:33.8 11:24.1 11:05.4 12:00.5 | 1          | 46:09.8  | —        |
| Zilver | 4 4–1 4–2 4–3 4–4      | Noorwegen Jan Schmid Espen Andersen Jarl Magnus Riiber Jørgen Gråbak        | 0:27      | 46:35.5 11:24.9 11:55.5 11:28.2 11:46.9 | 2          | 47:02.5  | +52.7    |
| Brons  | 1 1–1 1–2 1–3 1–4      | Oostenrijk Wilhelm Denifl Lukas Klapfer Bernhard Gruber Mario Seidl         | 0:00      | 47:17.6 11:52.2 11:53.8 11:23.6 12:08.0 | 5          | 47:17.6  | +1:07.8  |
| 4      | 3 3–1 3–2 3–3 3–4      | Japan Yoshito Watabe Hideaki Nagai Go Yamamoto Akito Watabe                 | 0:19      | 47:59.6 11:43.5 11:49.7 12:22.1 12:04.3 | 7          | 48:18.6  | +2:08.8  |
| 5      | 5 5–1 5–2 5–3 5–4      | Frankrijk Antoine Gérard François Braud Maxime Laheurte Jason Lamy-Chappuis | 1:09      | 47:28.0 11:39.8 11:47.2 12:00.8 12:00.2 | 6          | 48:37.0  | +2:27.2  |
| 6      | 7 7–1 7–2 7–3 7–4      | Finland Leevi Mutru Ilkka Herola Eero Hirvonen Hannu Manninen               | 1:58      | 46:42.5 11:41.0 11:26.5 11:26.7 12:08.3 | 3          | 48:40.5  | +2:30.7  |
| 7      | 6 6–1 6–2 6–3 6–4      | Tsjechië Tomáš Portyk Ondřej Pažout Lukáš Daněk Miroslav Dvořák             | 1:56      | 48:11.1 11:41.5 12:09.3 12:08.1 12:12.2 | 8          | 50:07.1  | +3:57.3  |
| 8      | 10 10–1 10–2 10–3 10–4 | Italië Lukas Runggaldier Aaron Kostner Raffaele Buzzi Alessandro Pittin     | 3:57      | 47:17.1 11:45.2 12:06.3 11:37.5 11:48.1 | 4          | 51:14.1  | +5:04.3  |
| 9      | 8 8–1 8–2 8–3 8–4      | Polen Paweł Słowiok Wojciech Marusarz Szczepan Kupczak Adam Cieślar         | 2:56      | 48:28.8 11:44.3 12:20.8 12:22.9 12:00.8 | 10         | 51:24.8  | +5:15.0  |
| 10     | 9 9–1 9–2 9–3 9–4      | Verenigde Staten Taylor Fletcher Ben Berend Ben Loomis Bryan Fletcher       | 3:13      | 48:13.5 11:38.7 12:42.3 11:51.3 12:01.2 | 9          | 51:26.5  | +5:16.7  |